# Eronsaari
Eronsaari är en ö i Finland. Den ligger i sjön Enonvesi och i kommunen Varkaus i den ekonomiska regionen  Varkaus ekonomiska region  och landskapet Norra Savolax, i den sydöstra delen av landet, 290 km nordost om huvudstaden Helsingfors. Öns area är 4,7 hektar och dess största längd är 380 meter i sydöst-nordvästlig riktning.